# Dmytro Kondratowycz
Dmytro Andrijowycz Kondratowycz (ukr. Дмитро Андрійович Кондратович; ur. 24 czerwca 1981) – ukraiński piłkarz, grający na pozycji pomocnika, a wcześniej obrońcy.

## Kariera piłkarska

### Kariera klubowa
Wychowanek Dnipra Dniepropetrowsk, w którym rozpoczął karierę piłkarską. Występował najpierw w składzie drugiej drużyny, a 21 maja 2000 debiutował w Wyszczej lidze w meczu z Nywą Tarnopol (0:2). Od lata 2002 występował na wypożyczeniu w klubach Nafkom-Akademia Irpień, Roś Biała Cerkiew i Spartak-Horobyna Sumy. W 2005 wygrał sprawę z Dniprem i otrzymał status wolnego agenta. Potem grał w amatorskich zespołach, a w 2007 podpisał kontrakt z uzbeckim klubem Metallurg Bekobod. 28 kwietnia 2010 po wygaśnięciu kontraktu powrócił do Ukrainy, gdzie został piłkarzem amatorskiej drużyny Bat'kiwszczyna Kijów.

### Kariera reprezentacyjna
Na Mistrzostwach Europy U-18 rozgrywanych w 2000 roku w Niemczech występował w juniorskiej reprezentacji Ukrainy. Następnie bronił barw młodzieżowej reprezentacji Ukrainy.

## Sukcesy i odznaczenia

### Sukcesy klubowe
- brązowy medalista Mistrzostw Ukrainy: 2001
- mistrz Drugiej Lihi Ukrainy: 2003

### Sukcesy reprezentacyjne
- wicemistrz Europy U-18: 2000